# Тейлор Тауншип (округ Сентер, Пенсільванія)
Тейлор Тауншип (англ. Taylor Township) — селище (англ. township) в США, в окрузі Сентр штату Пенсільванія. Населення — 848 осіб (2020).

## Демографія
Згідно з переписом 2010 року, у селищі мешкали 853 особи в 358 домогосподарствах у складі 254 родин. Було 413 помешкання
Расовий склад населення:
| - 99,3 % — білих |

До двох чи більше рас належало 0,2 %. Частка іспаномовних становила 0,5 % від усіх жителів.
За віковим діапазоном населення розподілялося таким чином: 17,8 % — особи молодші 18 років, 67,1 % — особи у віці 18—64 років, 15,1 % — особи у віці 65 років та старші. Медіана віку мешканця становила 45,2 року. На 100 осіб жіночої статі у селищі припадало 113,2 чоловіків;  на 100 жінок у віці від 18 років та старших — 113,1 чоловіків також старших 18 років.
Середній дохід на одне домашнє господарство  становив 57 102 долари США (медіана — 49 135), а середній дохід на одну сім'ю — 70 545 доларів (медіана — 66 071). Медіана доходів становила 38 500 доларів для чоловіків та 36 932 долари для жінок. За межею бідності перебувало 7,9 % осіб, у тому числі 8,1 % дітей у віці до 18 років та 10,5 % осіб у віці 65 років та старших.
Цивільне працевлаштоване населення становило 382 особи. Основні галузі зайнятості: освіта, охорона здоров'я та соціальна допомога — 29,3 %, виробництво — 17,3 %, будівництво — 10,7 %, роздрібна торгівля — 8,9 %.